# Oenopota tenuistriata
Oenopota tenuistriata é uma espécie de gastrópode do gênero Oenopota, pertencente a família Mangeliidae.